# الكسندر ميلر
الكسندر ميلر (بالإنجليزية: Alexander Miller)‏ هو ملحن أمريكي، ولد في 24 سبتمبر 1968.